# Institut für Integrierte Produktion Hannover

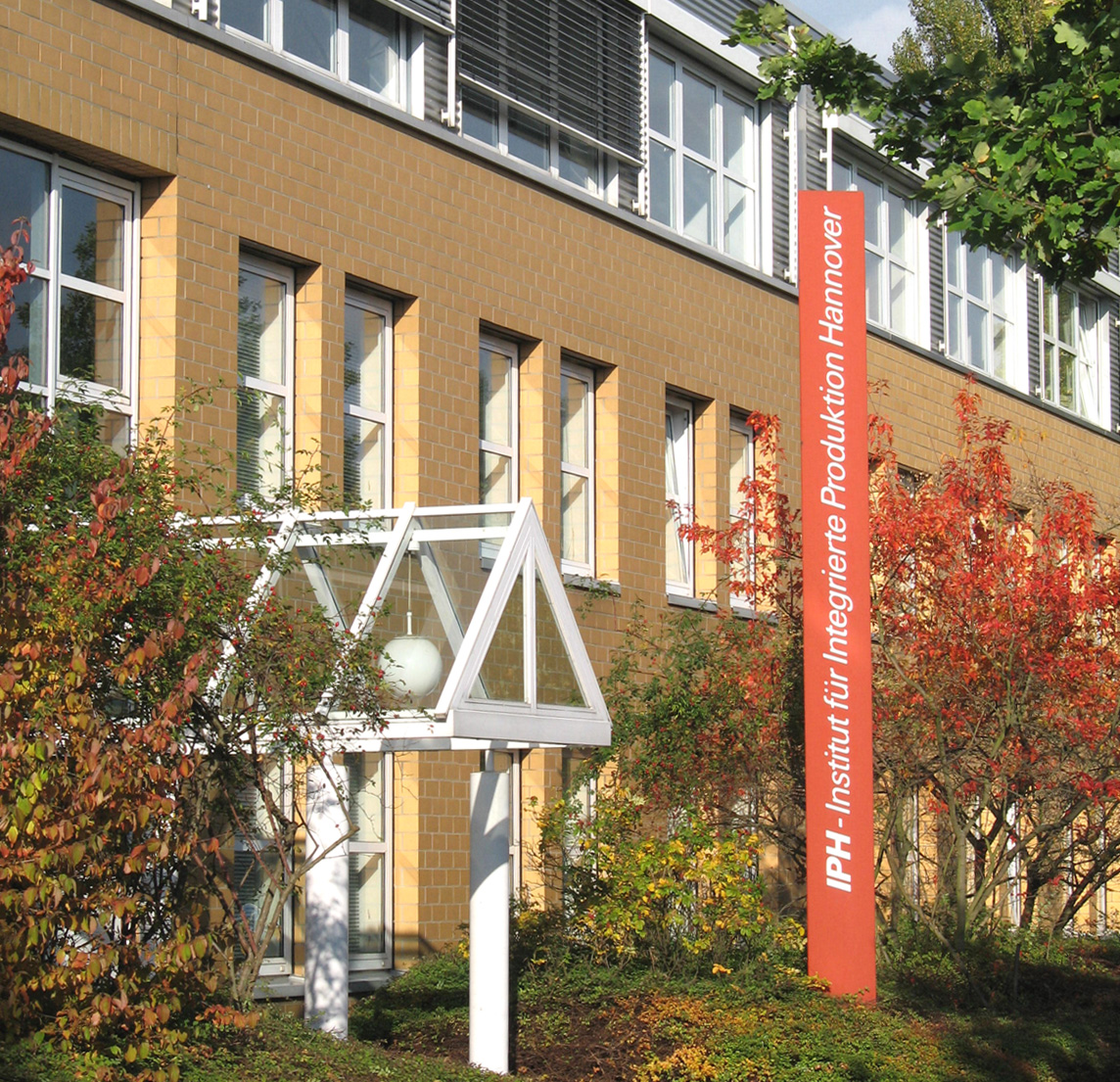
IPH-Gebäude

Das IPH – Institut für Integrierte Produktion Hannover gGmbH (auch IPH Hannover) ist ein Forschungs- und Beratungsdienstleister für Produktionstechnik mit Sitz im Wissenschaftspark Marienwerder in Hannover. Das Institut wurde im Jahr 1988 als Ableger aus der Leibniz Universität Hannover heraus von Hans Kurt Tönshoff, Eckart Doege und Hans-Peter Wiendahl gegründet.

## Organisation
Das IPH ist in den drei Bereichen Logistik, Produktionsautomatisierung und Prozesstechnik organisiert. Interdisziplinäre Themen (z. B. Künstliche Intelligenz) werden bereichsübergreifend bearbeitet. Das Institut wird von drei geschäftsführenden Gesellschaftern und einem koordinierenden Geschäftsführer geleitet.
Als gemeinnütziges Unternehmen finanziert sich das Institut durch öffentliche Forschungsfördermittel und Industrieberatung. Außerdem ist das IPH Mitglied der Deutschen Industrieforschungsgemeinschaft Konrad Zuse.

### Geschäftsführende Gesellschafter
- Bernd-Arno Behrens (Leiter des Instituts für Umformtechnik und Umformmaschinen der Leibniz Universität Hannover)
- Peter Nyhuis (Stellvertretender Geschäftsführer des Instituts für Fabrikanlagen und Logistik der Leibniz Universität Hannover)
- Ludger Overmeyer (Leiter des Instituts für Transport- und Automatisierungstechnik der Leibniz Universität Hannover)

### Koordinierender Geschäftsführer
- Malte Stonis

## Arbeitsschwerpunkte
Forschung und Entwicklung, Beratung und Qualifizierung sind die drei Arbeitsschwerpunkte des IPH. Ziel des Instituts ist, die produktionstechnische Wissenschaft und produzierende Unternehmen zu verbinden. Dadurch soll der Wissenstransfer zwischen Wissenschaft und Wirtschaft ermöglicht werden.
Das IPH befasst sich mit verschiedenen Bereichen der Produktionstechnik:
- Prozesstechnik
- Produktionsautomatisierung
- Logistik

### Prozesstechnik
Im Bereich Prozesstechnik ist das IPH seit dem Jahr 2000 an dem Sonderforschungsbereich 489 (SFB 489) beteiligt. Dieser wird von der Deutschen Forschungsgemeinschaft (DFG) gefördert und beschäftigt sich mit der „Prozesskette zur Herstellung präzisionsgeschmiedeter Hochleistungsbauteile“. Der Begriff Präzisionsschmieden wird auf zweierlei Weisen verwendet: Einerseits ist damit das gratlose Schmieden gemeint. Alternativ wird vom (gratbehafteten) Schmieden gesprochen, wenn die Schmiedeteile eine Genauigkeit von IT 7 bis IT 9 erreichen. Aktuelle Entwicklungen zeigen die Möglichkeit des gratlosen Schmiedens von komplizierten Bauteilen, z. B. Kurbelwellen. Zum gratlosen Schmieden der Kurbelwellen sind geeignete Vorformverfahren erforderlich. Am IPH werden hier insbesondere das mehrdirektionale Schmieden und das Querkeilwalzen betrachtet.
Das Querkeilwalzen ist auch Forschungsgegenstand bei der Auslegung einer Prozesskette zum halbwarmen Schmieden. Zusammen mit dem Reckwalzen wird der Temperatureinfluss auf den Prozess und die Bauteilqualität untersucht. Ein weiterer Aspekt in der Prozesskette ist der Verschleiß der Schmiedewerkzeuge. Hier wird versucht, mit DLC-Beschichtungen den Verschleiß zu reduzieren.
Im Bereich des Innenhochdruckumformens untersucht das IPH Werkstoffe und Werkstoffkombinationen. Ein Beispiel ist das Innenhochdruckumformen von Titan. Zukünftig soll das Umformen von so genannten „tailored hybrid tubes“ (Werkstoffkombinationen aus Stahl und Aluminium) erforscht werden.
Ein neuartiges Umformverfahren, das am IPH entwickelt wird, ist das Hybridschmieden. Es vereint das Umformen und Fügen von Massiv- und Blechelementen in einem einzigen Verfahren.
Eine weitere Entwicklung des IPH ist ein Modul zum vollautomatisierten Bolzenschweißen mit Spitzenzündung zur Integration in Blechumformwerkzeuge. Im Bereich der Blechumformung wird außerdem zur Steigerung der Effektivität von Blechumformanlagen geforscht.

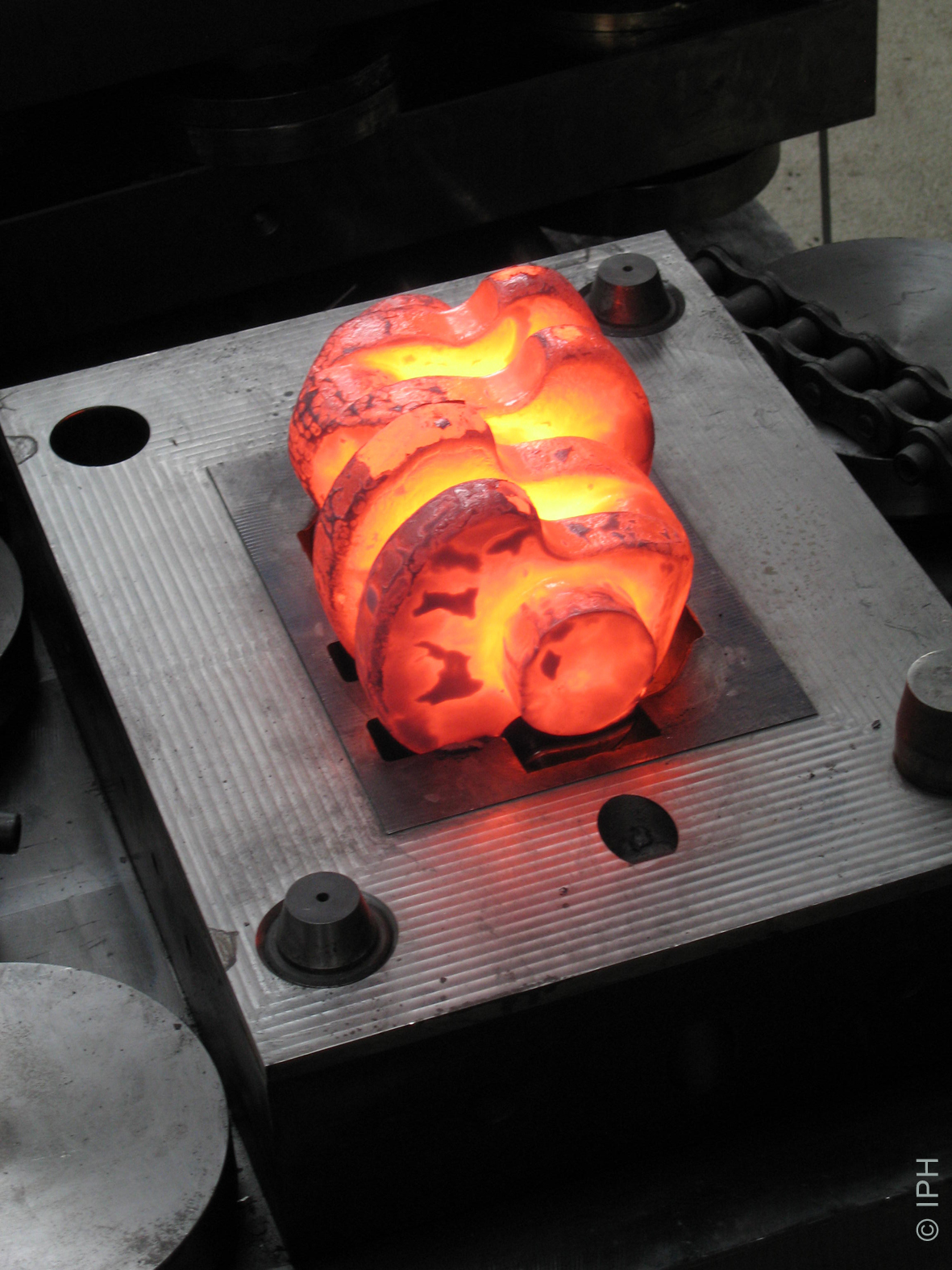
Gratlos geschmiedete Zweizylinderkurbelwelle
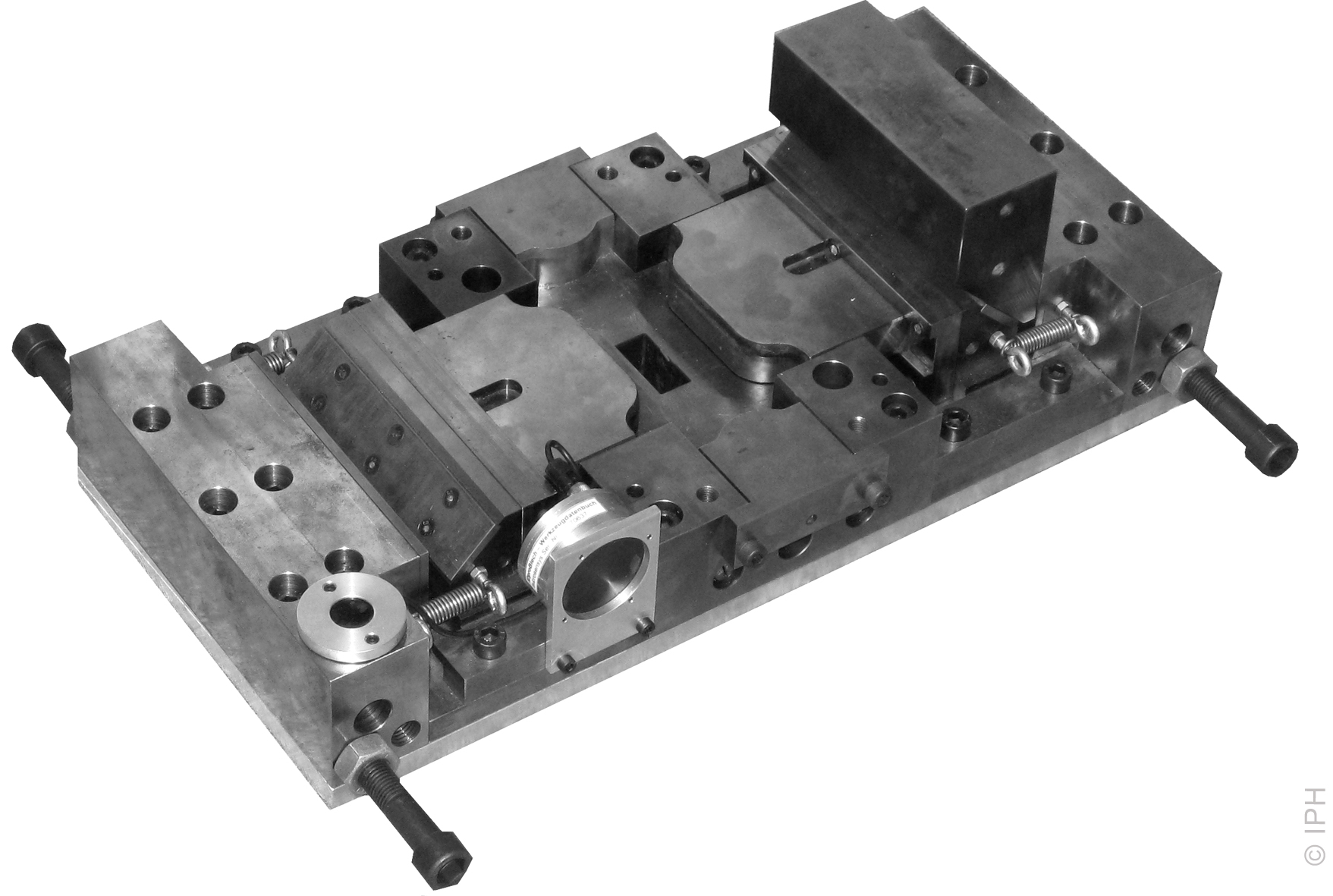
Mehrdirektional wirkendes Schmiedewerkzeug
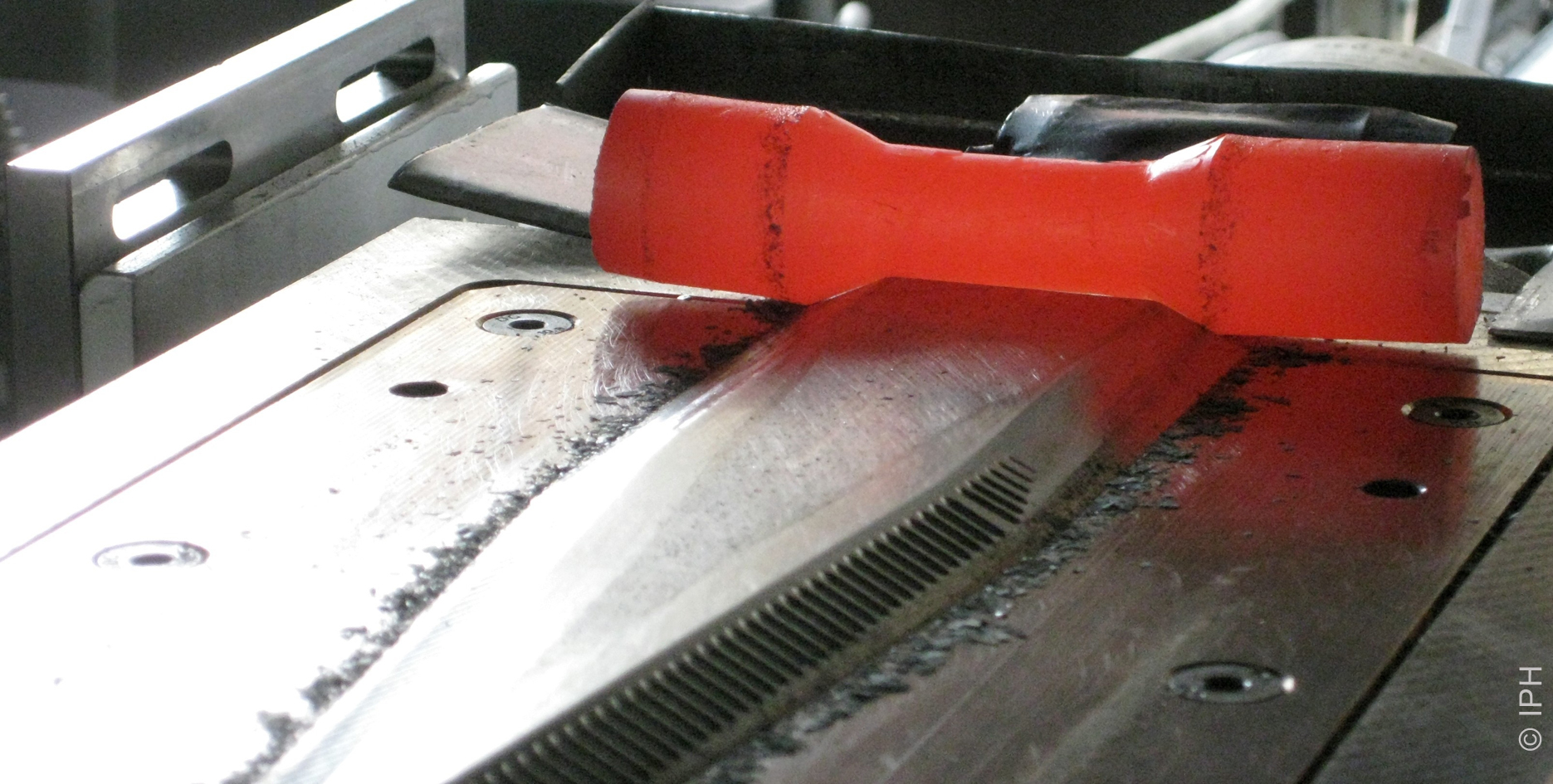
Flachbackenwerkzeug zum Querkeilwalzen

### Produktionsautomatisierung
Zwei besondere Forschungsschwerpunkte im Rahmen der Produktionsautomatisierung bilden die Industrie 4.0 und die Digitalisierung.
Im Bereich Produktionsautomatisierung beschäftigt sich das IPH mit Verfahren der künstlichen Intelligenz, verteilten Systemen und dem Einsatz drahtloser Kommunikation in der Produktion. Besonderes Augenmerk liegt auf der Entwicklung von Technologien und Modellen für die Smart Factory und deren Umsetzung in Unternehmen.
Neben dem Produktionstechnischen Zentrum (PZH) der Leibniz Universität Hannover steht das IPH hinter dem Mittelstand 4.0-Kompetenzzentrum Hannover und der Initiative „Mit uns digital“, deren Ziel es ist, KMU bei Industrie 4.0- und KI-Themen zu unterstützen.
Seit Anfang des neuen Jahrtausends forscht das IPH zur Nutzung von Verfahren der künstlichen Intelligenz in der Produktionstechnik. Ein Schwerpunkt der Arbeiten ist die leistungs- und wirtschaftlichkeitsorientierte Planung von verketteten Montageanlagen mit Data-Mining. Jüngere Forschungsarbeiten beschäftigen sich mit der Positionierung von Kühlkanälen in Spritzgusswerkzeugen, der Auslegung von Vorformgeometrien für Schmiedeprozesse und der Selbststeuerung von Fahrerlosen Transportsystemen (FTS).
Verteilte Systeme sind ebenfalls Forschungsgegenstand am IPH. Ein Beispiel ist das elektronische Werkzeugbuch, das innerhalb eines BMBF-geförderten Forschungsprojekts entwickelt wurde. Ergebnis eines DFG-Projekts ist ein intelligentes Trennschleifwerkzeug. Das verteilte System besteht dabei aus Piezo-Sensoren zur Erfassung der Werkzeugschwingungen, einem Messsystem zur Signalverarbeitung und -verstärkung und einem Funkmodul zur Übertragung des Signals an einen Messrechner.
Im Bereich der drahtlosen Kommunikation untersucht das IPH den Einsatz verschiedener drahtloser Kommunikationstechnologien. Die Anwendung von gedruckten Antennen mit RFID-Chips an Pharmaverpackungen zum Schutz vor Produktfälschungen war Gegenstand des Forschungsprojekts EZ Pharm. Die Technologie ZigBee ermöglicht die Datenübertragung von einem Trennschleifblatt während des Bearbeitungsprozesses. In jüngeren Forschungsarbeiten beschäftigt sich das IPH mit optischer Kommunikation. Auf Basis von sichtbarem Licht werden ein Positionsbestimmungssystem für Flurförderzeuge und ein Identifikationsverfahren für logistische Anwendungen entwickelt.

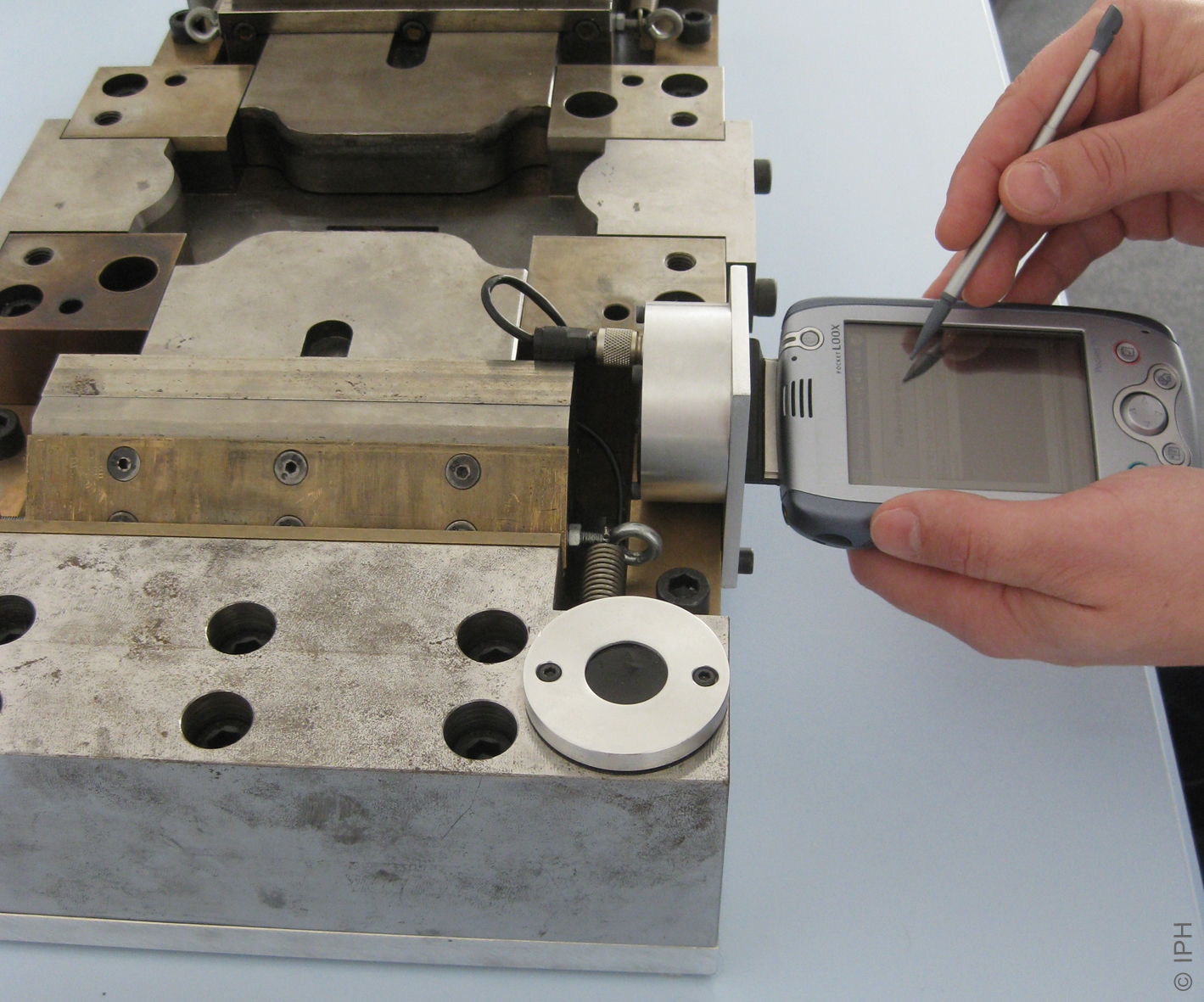
Elektronisches Werkzeugbuch
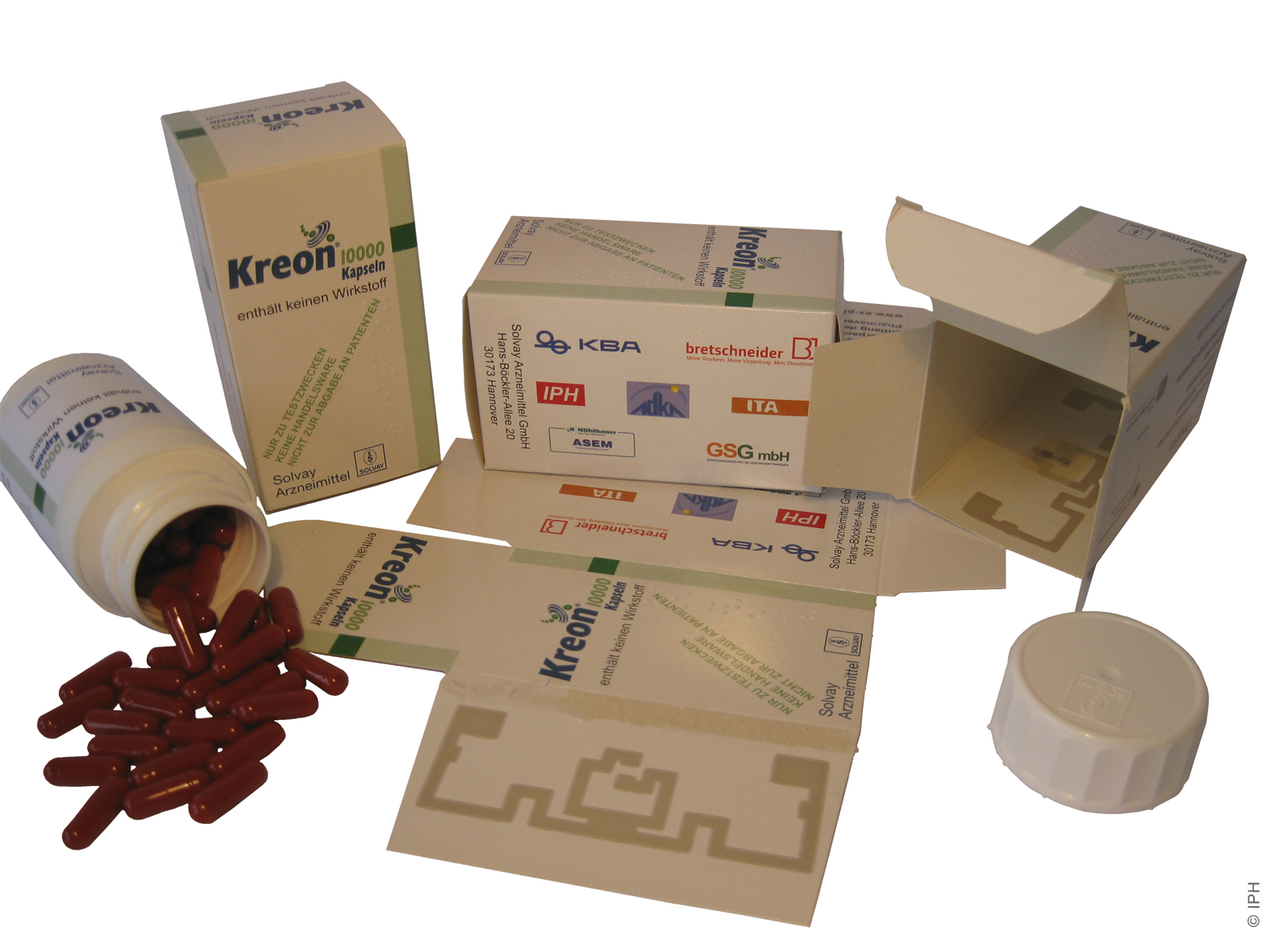
Medikamenten-Verpackung mit integriertem (aufgedrucktem) RFID-Tag
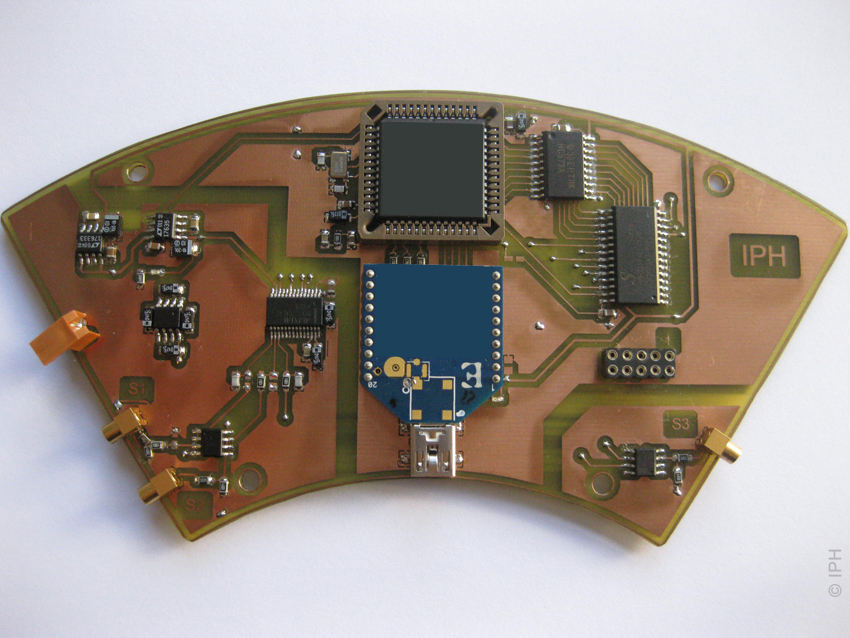
Messschaltung zur Überwachung von Schwingungen beim Trennschleifen

### Logistik
Forschungsschwerpunkt im Bereich Logistik ist die Gestaltung und Steuerung von ökonomisch und ökologisch effizienten Produktionsnetzwerken. Ein Beispiel für die Forschung zu Produktionsnetzwerken ist das von der Deutschen Forschungsgemeinschaft (DFG) geförderte Projekt „Synchronisation der logistischen Reaktionsfähigkeit“. In dem Projekt wurde anhand einer Simulationsstudie nachgewiesen, dass strukturbedingte Wechselwirkungen innerhalb von Produktionsnetzwerken das dynamische Verhalten und damit auch die logistische Zielerreichung stark beeinflussen.
Eine Methode zur wirtschaftlichen und organisatorischen Planung und Bewertung von Wandlungsfähigkeit in Lieferketten wird in dem BMBF-Verbundprojekt ISI-WALK entwickelt. Sie soll z. B. die Bestimmung des richtigen Wandlungszeitpunkts ermöglichen.
In verschiedenen Forschungsarbeiten beschäftigt sich das IPH mit innerbetrieblicher Produktionslogistik. In dem Sonderforschungsbereich 489 (SFB 489) wurde eine Methode entwickelt, um die Standmenge von Massivumformwerkzeugen in der Losgrößenbestimmung für Schmiedeteile berücksichtigen zu können. Dadurch können unnötige Rüstvorgänge und zusätzliche Kapitalbindungskosten in Schmiedeunternehmen vermieden werden.
Eine Entwicklung des IPH, die im betrieblichen Alltag umgesetzt wurde, ist das Kennzahlensystem für Beschaffung, Produktion und Distribution, das in dem BMBF-Projekt „LogiBEST – Logistik-Benchmarking für Produktionsunternehmen“ entwickelt wurde. Auf Basis dieses Kennzahlensystems wurde die VDI-Richtlinie 4400 erarbeitet.
Ein weiterer Forschungsschwerpunkt ist die Fabrikplanung. Dabei werden die Methoden der effizienten Planung und Gestaltung von Fabriken unterstützt, um den optimalen Materialfluss und die Produktion innerhalb einer Fabrik unter produktionstechnischen und wirtschaftlichen Gesichtspunkten zu gewährleisten sowie die Eingangs- und Ausgangslogistik optimal zu gestalten. So beschäftigte sich das IPH unter anderem mit der Entwicklung einer Software zur integrierten Fabrik- und Transportmittelplanung sowie mit dem Einsatz der Drohne zur automatischen 3D-Erfassung des Fabriklayouts.